# Пол Флори
 Пол Джон Флори (на английски: Paul John Flory) е американски химик, лауреат на Нобелова награда за химия от 1974 г. Известен е с работата си в областта на полимерите. Той е сред водещите учени, изследвали поведението на полимерите в разтвори.

## Биография

### Произход и образование
Флори е роден на 19 юни 1910 г. в Стърлинг, Илинойс. Баща му е свещеник-възпитател, а майка му е учителка.
Той развива интерес към науката от познат професор по химия в Манчестър колидж в Илинойс. След като завършва средното си образование през 1927 г., Флори се записва в Манчестър колидж в Индиана, от където завършва с бакалавърска степен през 1931 г. Получава докторска степен от университета на щата Охайо през 1934 г.
Първоначално работи за Дюпон заедно с Уолъс Каротърс.

### Научна кариера
След като получава докторска степен през 1934 г., Флори започва да се занимава с различни проблеми на физикохимията: кинетика и механизми на полимерните вещества, разпределение на моларната маса, термо- и хидродинамика. Освен това, още през 1934 г. той открива, че полимерните вериги продължават да нарастват, ако се смесят с други налични молекули.
Първоначалната му работа в полимерната наука засяга кинетиката на полимеризация. В областта на поликондензацията, той поставя под въпрос предположението, че реактивността на крайната група намалява с нарастване на молекулата. Той е на мнение, че реактивността не зависи от размера и успява да стигне до заключение, че броят на наличните вериги намалява експоненциално с размера. Във верижната полимеризация, той въвежда важното понятие за „трансфер на веригата“, чрез което подобрява кинетичните уравнения и елиминира трудностите при разбирането на разпределението на полимерния размер.
През 1938 г., след смъртта на Каротърс, Флори се премества в изследователска лаборатория към университета Синсинати. Там той разработва математическа теория върху полимеризацията на съединения с повече от две функционални групи, както и теория на полимерните мрежи. Това води до разработването на теория на геловете. През 1940 г. се присъединява към лабораторията на Standard Oil в Линден, Ню Джърси, където разработва статистическа механическа теория за полимерни смеси. През 1943 г. я напуска, за да води изследователска група в лабораториите на Goodyear, изследваща основите на полимерите. През пролетта на 1948 г. Петер Дебай, по това време ръководител на департамента по химия в университета „Корнел“, кани Флори да изнася лекции. През есента на същата година му е предложена позиция в университета. Именно тук пише големия си труд „Принципи на полимерната химия“, който е публикуван от университетската печатница през 1953 г. Тази книга бързо се утвърждава като стандартен учебник за всички работници в сферата на полимерите и все още се използва широко.
Сред постиженията му са: оригинален метод за изчисляване на вероятни размер на полимер в добър разтвор, теорията на разтворите на Флори-Хъгинс и извеждането на т.нар. експонента на Флори, която помага за характеризиране движението на полимерите в разтвор.

### Работа в Станфорд и последни години
През 1961 г. Флори приема работа като професор в Станфордския университет. През 1974 г. е награден с Нобелова награда за химия „за фундаменталните си постижения, както теоретични, така и експериментални, във физикохимията на макромолекулите“. Пенсионира се през 1975 г. След пенсионирането си остава деен в научните среди и консултира IBM.
Пол Флори умира на 8 септември 1985 г. от масивен инфаркт.

## Личен живот
През 1936 г. се жени за Емили Табор. Двамата имат три деца. Всичките му деца по-късно работят в сферата на науката.

## Избрана библиография
- Flory, Paul. (1953) Principles of Polymer Chemistry. Cornell University Press. ISBN 0-8014-0134-8.
- Flory, Paul. (1969) Statistical Mechanics of Chain Molecules. Interscience. ISBN 0-470-26495-0. Reissued 1989. ISBN 1-56990-019-1.
- Flory, Paul. (1985) Selected Works of Paul J. Flory. Stanford Univ Press. ISBN 0-8047-1277-8.